# Bjurholms landsfiskalsdistrikt
Bjurholms landsfiskalsdistrikt var 1918–1964 ett landsfiskalsdistrikt i Västerbottens län, bildat när Sveriges indelning i landsfiskalsdistrikt trädde i kraft den 1 januari 1918, enligt beslut den 7 september 1917. Den 1 januari 1965 avskaffades i Sverige samtliga landsfiskaler och landsfiskalsdistrikt, och deras arbetsuppgifter delades upp på de nyskapade indelningarna polisdistrikt, åklagardistrikt och kronofogdedistrikt.
Landsfiskalsdistriktet låg under länsstyrelsen i Västerbottens län.

## Ingående områden
Distriktet bestod under hela dess existens av samma område:
- Bjurholms landskommun